# Nascita della clinica
(Michel Foucault )
 Nascita della clinica. Un'archeologia dello sguardo clinico (Naissance de la clinique: une archéologie du regard médical), saggio pubblicato in lingua francese nel 1963, è la seconda tra le opere maggiori del filosofo Michel Foucault. Sviluppando i temi esplorati nel lavoro precedente, Storia della follia nell'età classica, Foucault traccia l'evoluzione della professione medica, e specificamente l'istituzione della clinique, ovvero di quel peculiare ospedale particolarmente orientato all'insegnamento pratico della medicina. I punti centrali sono il concetto del regard medico ("sguardo medico") e l'improvvisa riorganizzazione della conoscenza avvenuta alla fine del diciottesimo secolo, argomento che sarà ampliato nel suo successivo importante testo, Le parole e le cose.

## Lo sguardo medico

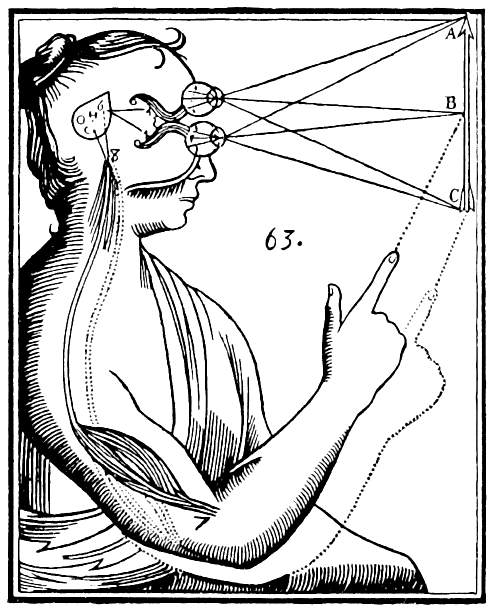
Illustrazione del dualismo per mano di René Descartes. Gli stimoli sono trasferiti dagli organi sensoriali alla ghiandola pineale nel cervello e da lì allo spirito immateriale.

Foucault coniò l'espressione "sguardo medico" per denotare la disumanizzante separazione medica tra corpo del paziente e persona (identità) del paziente (si veda il concetto di dualismo mente-corpo). Usa l'espressione in una genealogia che descrive la creazione di un campo di conoscenza del corpo. Le strutture materiali ed intellettuali che rendevano possibile l'analisi del corpo erano mescolate con interessi di potere: nel momento in cui entrava nel campo della conoscenza, il corpo umano entrava pure nel campo del potere, divenendo un bersaglio possibile per la manipolazione. In origine, lo "sguardo medico" era confinato nell'uso accademico postmoderno e post-strutturalista, ma ora è spesso impiegato nei corsi di specializzazione dei medici e degli assistenti sociali.
La rivoluzione francese e quella americana che disseminarono la modernità crearono altresì una metanarrazione del discorso scientifico che trasformava gli scienziati, e specialmente i medici, in saggi che nel tempo avrebbero abolito la malattia e risolto tutti i problemi dell'umanità. Per gli uomini del diciannovesimo secolo, i medici rimpiazzavano lo screditato clero medievale; i sanitari salvavano i corpi, non le anime. Questo mito faceva parte del più ampio discorso, alimentato dalle scuole di pensiero umanistiche ed illuministiche, secondo cui il corpo umano è la somma di una persona: riduzionismo biologico che divenne un potente strumento dei nuovi saggi. Per mezzo dell'accurata osservazione (sguardo) di un corpo, il dottore deduce sintomi, malattia e causa, in tal modo ottenendo un'incomparabile comprensione del paziente — da quel momento, si ritenne che lo sguardo medico del dottore penetrasse la superficie delle illusioni, in un processo semi-mistico di scoperta della verità nascosta.

## Il cambio epistemico

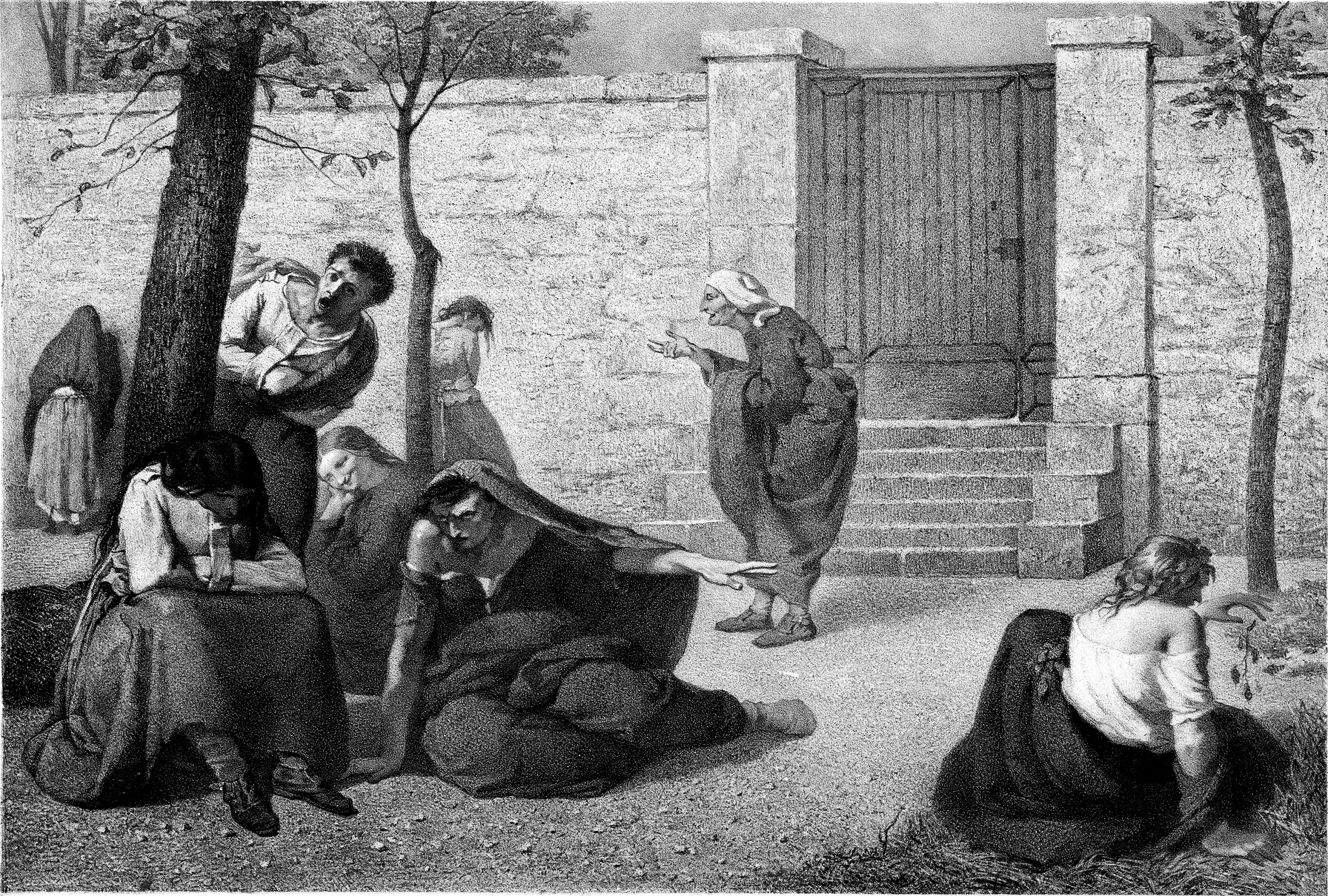
I giardini dell'antico ospedale della Salpêtrière (litografia di Armand Gautier, 1857).

La concezione di Foucault dello sviluppo della clinique è radicalmente diversa da quelle storie della medicina e del corpo che consideravano la fine del diciottesimo secolo come l'alba di un nuovo "supposto" sistema empirico, "basato sulla riscoperta dei valori assoluti del visibile". Nell'idea di Foucault, la nascita della medicina moderna non fu un banale movimento verso la semplice percezione di qualcosa che era già di fronte ai nostri occhi (e quindi una scienza senza filosofia), ma piuttosto una svolta decisiva nella struttura della conoscenza. Vale a dire che la medicina moderna non è una pura progressione dalla fine del diciottesimo secolo, età in cui si è gradualmente acquisita una consapevolezza della vera natura del corpo e della malattia. Foucault caldeggia una concezione della storia della medicina, segnatamente della medicina clinica, come rottura epistemica, piuttosto che come effetto dell'"illuminazione" sperimentata da una massa di spiriti eletti, nella scoperta di nuove strade per vedere e conoscere la verità: 

«La clinica — costantemente esaltata per il suo empirismo, l'umiltà della sua attenzione, e la dedizione con cui permette alle cose di emergere silenziosamente per offrirsi allo sguardo osservatore senza disturbarle con discorsi — deve la sua reale importanza al fatto che è una riorganizzazione in profondità, non solo del discorso medico, ma della mera possibilità di un discorso sulla malattia.»

Perciò l'empirismo dei secoli diciottesimo e diciannovesimo non è l'atto ingenuo o spoglio del guardare ed annotare ciò che si presenta agli occhi del dottore. La relazione fra soggetto ed oggetto non è solo "quello che sa / quello che racconta"; il contatto tra medico e singolo paziente non preesiste al discorso come indicherebbero le "fenomenologie incoscienti". Piuttosto, la scienza clinica della medicina venne a esistere come parte di una più ampia struttura di organizzazione della conoscenza che permetteva l'articolazione della medicina come una disciplina, rendendo possibile "il dominio della sua esperienza e la struttura della sua razionalità". In altre parole, le osservazioni e analisi di un oggetto (per esempio un organo malato) dipendevano interamente dalle pratiche accettate come erano delineate nella coeva organizzazione della conoscenza. Investigazione, diagnosi e trattamento seguivano in blocco quella stessa organizzazione contemporanea, nel qual caso il criterio che distingue un organo malato da uno sano è strettamente storico.
Foucault avrebbe poi formalizzato questa nozione nell'episteme, in cui un'era epistemologica cede il passo ad un'altra, così permettendo a un concetto di scientificità di lasciare campo libero a un altro. In questo caso, come sarà descritto ne Le parole e le cose, l'era tassonomica cedette il passo all'era storica organica; pertanto, la clinica non era semplicemente fondata sull'osservazione della verità, e quindi più corretta di ogni precedente pratica medica, ma piuttosto l'artefatto di una teoria della conoscenza inserito in uno specifico periodo discorsivo. L'autorità della clinica fa affidamento su una relazione con l'attuale organizzazione della conoscenza, invece che su una relazione con una situazione non-discorsiva ("realtà"). Per questo motivo, un medico dei primi anni del diciottesimo secolo poteva osservare un organo affetto esattamente dalla stessa malattia di quello sottoposto a un medico del diciannovesimo secolo, ma i due sanitari sarebbero giunti a conclusioni largamente divergenti su cause e rimedi della malattia in esame. Nonostante tale differenza, ciascun ragionamento sarebbe "vero", poiché entrambi sarebbero stati enunciati in un'episteme che considerava vera ognuna di queste affermazioni.
Questo significa che anatomisti come Morgagni e Bichat non erano studiosi della stessa disciplina, anche se le loro rispettive opere sono separate da trent'anni appena. Il cambio epistemico ha comportato che i corpi, le malattie, i tessuti e le patologie che ciascun taglio apriva ed esplorava erano articolati in discorsi completamente differenti e discontinui. Perciò la pretesa dell'anatomia di essere una scienza empirica privilegiata che può osservare e determinare un vero schema corporeo non è sostenibile nel momento in cui le sue origini non furono nella scoperta di un modo di sapere cos'era vero, ma piuttosto emergevano da un nuovo modo filosofico di creare senso ed organizzare certi oggetti. Da qui l'uso della parola "nascita" nel titolo; la clinica non ha origini, è arrivata semplicemente e all'improvviso.

## Edizione italiana
In italiano, il libro è uscito in traduzione e con introduzione di Alessandro Fontana presso Einaudi nel 1969 e in nuova edizione con postfazione di Mauro Bertani nel 1998. ISBN 978-88-06-14871-3